# Emir Dizdarević
Emir Dizdarević (ur. 2 kwietnia 1958 w Zenicy) – bośniacki szachista, w latach 2006–2008 reprezentant Chorwacji, arcymistrz od 1988 roku.

## Kariera szachowa
Znaczące sukcesy na arenie międzynarodowej zaczął odnosić w drugiej połowie lat 80. W roku 1988 zwyciężył (wspólnie z Bogdanem Laliciem i Josifem Dorfmanem) w turnieju Bosna w Sarajewie oraz zajął III miejsce (za Ianem Rogersem i Ognjenem Cvitanem) w otwartym turnieju w Mendrisio, w następnym roku dzieląc w tym mieście II miejsce (za Ognjenem Cvitanem i Draganem Barlovem, wspólnie z m.in. Anthony Milesem, Istvanem Csomem, Florinem Gheorghiu, Anatolijem Wajserem i Aleksandrem Czerninem). W kolejnych latach sukcesy odniósł m.in. w Zenicy (1989, dz. II m. za Petarem Popoviciem, wspólnie z Dragoljubem Velimiroviciem, Branko Damljanoviciem, Siergiejem Smaginem i Rico Mascarinasem), Ptuju (1991,  dz. I m. wspólnie z Bojanem Kurajicą), Lublanie (1992, dz. I m. wspólnie z Draženem Sermkiem), Solinie (1993, dz. I m. wspólnie z Draženem Sermkiem oraz 1994, dz. II m. za Vlatko Kovaceviciem, wspólnie z Goranem Dizdarem), Cannes (1995. dz. II m. za Borislavem Ivkovem, wspólnie z Mladenem Palacem, Érikiem Prié i Jean-Lukiem Chabanonem), Kastelu Starim (1997, dz. I m. wspólnie z m.in. Olegiem Romaniszynem i Hrvoje Steviciem). W roku 2000 wystąpił w New Delhi w pucharowym turnieju o mistrzostwo świata, w I rundzie pokonując Lwa Psachisa, ale w II przegrywając z Borysem Gelfandem. W 2003 podzielił I miejsce (wspólnie z m.in. Stefanem Kindermannem, Konstantinem Landą, Nikolausem Stancem, Mikulasem Manikiem i Milosem Pavloviciem) w kolejnym openie rozegranym w Wiedniu oraz zwyciężył w Zenicy, w 2005 podzielił II miejsce (za Suatem Atalikiem, wspólnie z m.in. Borki Predojeviciem i Aloyzasem Kveinysem) w Puli oraz ponownie osiągnął dobry wynik w Zenicy, dzieląc (wspólnie z Ibro Sariciem, Miodrag Saviciem i Suatem Atalikiem) I miejsce, natomiast w 2006 podzielił II miejsce (za Filipem Ljubiciciem, wspólnie z Csabą Horvathem) w Splicie. W 2014 r. zwyciężył w openie w Bošnjaci.
Od roku 1992 należał do podstawowych zawodników reprezentacji Bośni i Hercegowiny. Pomiędzy 1992 a 2004 rokiem uczestniczył we wszystkich rozegranych w tym okresie siedmiu szachowych olimpiadach (w tym raz na I szachownicy), największy sukces odnosząc w roku 1994 w Moskwie, gdzie szachiści bośniaccy zdobyli srebrne medale olimpijskie. Poza tym, w latach 1992–2003 czterokrotnie brał udział w drużynowych mistrzostwach Europy.
Najwyższy ranking w karierze osiągnął 1 lipca 1997 r., z wynikiem 2555 punktów zajmował wówczas 3. miejsce (za Ivanem Sokolovem i Predragiem Nikoliciem) wśród szachistów Bośni i Hercegowiny.